# Клинишов, Григорий Емельянович
Григорий Емельянович Клинишов (30 ноября 1930 года, д. Акулово, Бельковский район, Рязанская область, РСФСР, СССР — 17 июня 2023 года, Москва, Россия) — советский инженер-физик, кандидат физико-математических наук (1967). Лауреат Ленинской премии (1962). Один из создателей первой советской двухступенчатой термоядерной бомбы РДС-37.

## Биография
Родился 30 ноября (по другим данным — 30 октября) 1930 года в деревне Акулово Бельковского района Рязанской области (ныне — Клепиковский район Рязанской области) в крестьянской семье.
Около 1934 года семья Клинишовых переехала в Москву. Окончив школу, поступил в Московский механический институт, позднее переименованный в Московский инженерно-физический институт (ныне — Национальный исследовательский ядерный университет «МИФИ»). После окончания вуза в 1954 году был направлен в КБ-11 (ныне — Всероссийский научно-исследовательский институт экспериментальной физики), где исполнял обязанности инженера в теоретическом отделении, возглавляемом Андреем Сахаровым.
В 1967 году Клинишову была присвоена учёная степень кандидата физико-математических наук. В 1973 году возглавил теоретический отдел КБ-11. С января 2002 года — ведущий научный сотрудник отдела.
17 июня 2023 года был обнаружен мёртвым в собственной квартире на Космодамианской набережной в Москве. Как сообщало информационное агентство Regnum, предположительно, Клинишов дождался момента, когда проживавшие с ним родственники ненадолго выйдут из дома, и покончил с собой. «Он оставил предсмертную записку, которая находилась рядом с телом. В ней мужчина попрощался с родными», — цитировало источник в экстренных службах агентство «ТАСС».

## Награды
Заслуги Клинишова были отмечены следующими наградами и премиями:
- орден Трудового Красного Знамени (1956);
- Ленинская премия (1962).